# Andrea Lucchesi Palli
Andrea Lucchesi Palli, conosciuto anche con la variante Lucchese (Messina, 16 aprile 1692 – Agrigento, 4 ottobre 1768), è stato un vescovo cattolico e nobile italiano, 76º vescovo di Agrigento e membro dell'illustre famiglia siciliana dei Lucchese Palli.

## Biografia

### Infanzia

Stemma dei Lucchesi Palli

Nacque il 16 aprile 1692 a Messina da Fabrizio Lucchesi Palli, duca di Adragna (1663-1707) e da Anna Avarna. Suo fratello Giuseppe divenne generale imperiale e governatore di Bruxelles.

### Carriera ecclesiastica e mecenatismo

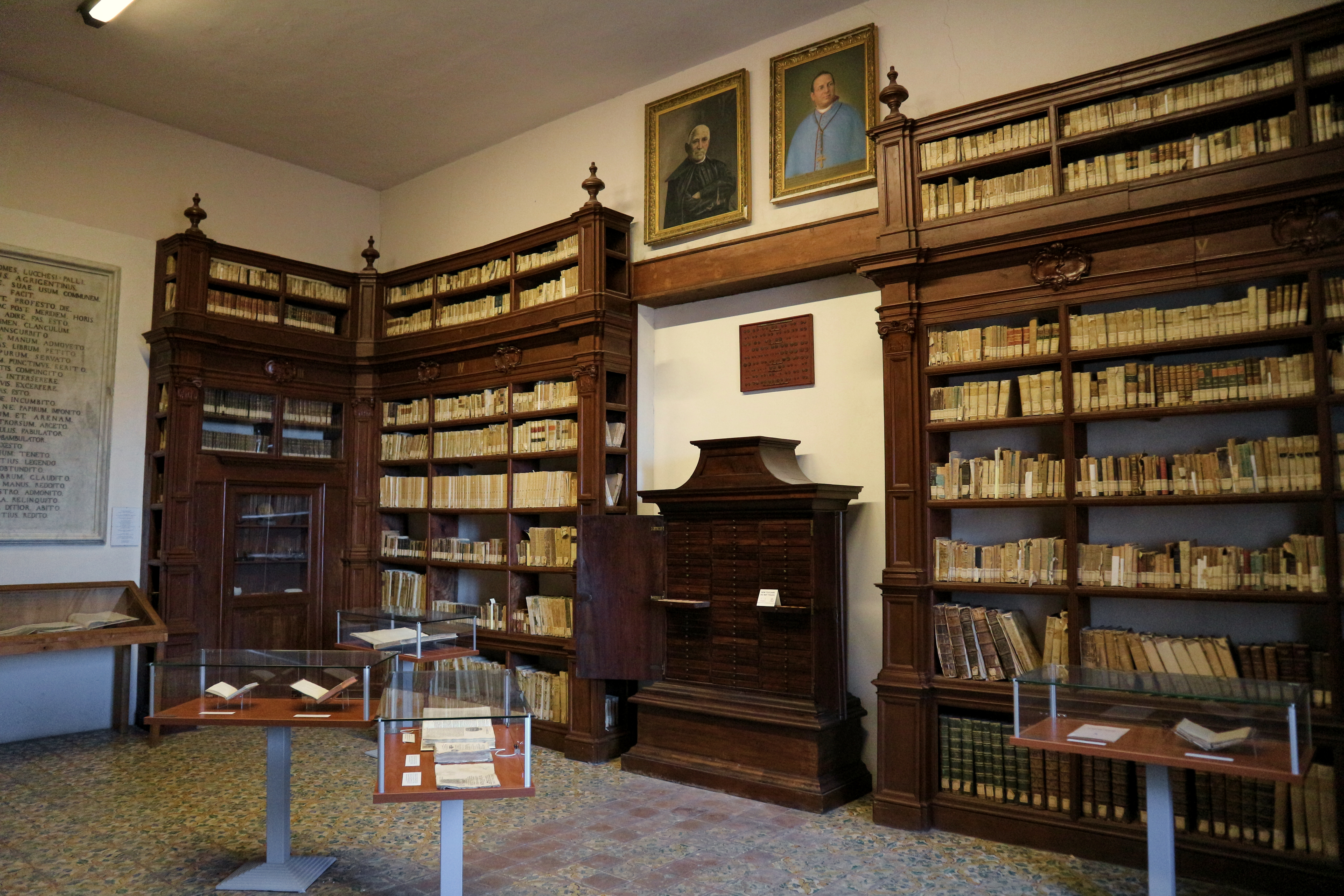
Alcuni scaffali della Biblioteca Lucchesiana

Intrapresa la carriera ecclesiastica, venne nominato Vescovo di Agrigento il 21 luglio 1755 da papa Benedetto XIV.
Al vescovo Andrea Lucchesi Palli si deve la ristrutturazione del Palazzo vescovile e la costruzione, nel 1765, della Biblioteca Lucchesiana in posizione adiacente al Palazzo.
Nei primi anni di vita, la biblioteca godette di notevole prestigio e prosperità, grazie soprattutto alla mole notevole di libri e oggetti donati dal vescovo. Questi, infatti, già da diversi anni possedeva una vasta collezione di volumi (circa 20.000 tra libri di scienze, diritto, teologia e letteratura), e rari oggetti antichi, come gemme, pietre dure, antiche monete romane, greche e siciliane: il tutto fu reso disponibile agli studiosi per la consultazione.
Il vescovo donò alla biblioteca anche mobili, come tavoli di lettura e scaffalature pregiate, e fece incidere sul marmo il regolamento d'uso della Biblioteca, che era gestita da una delegazione di canonici.
(regolamento d'uso della biblioteca, stilato da Andrea Lucchesi Palli e inciso sulla lapide all'ingresso)

### Morte

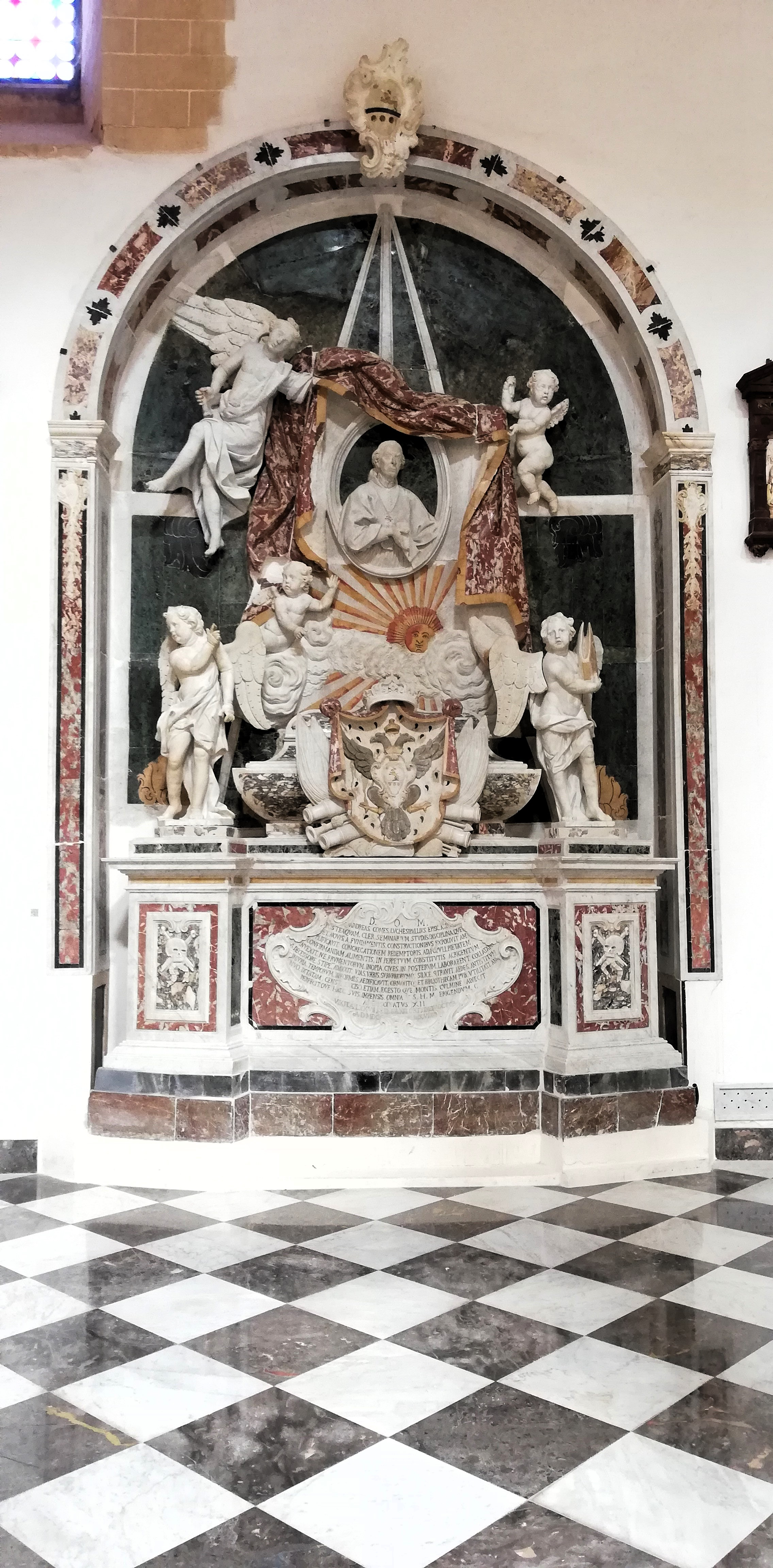
Sepoltura del vescovo Andrea Lucchesi Palli nella Cattedrale di San Gerlando di Agrigento

Morì il 4 ottobre 1768 ad Agrigento e venne sepolto nella cattedrale di San Gerlando.

## Genealogia episcopale
La genealogia episcopale è:
- Cardinale Sigismund von Kollonitz
- Cardinale Mihály Frigyes Althann
- Cardinale Juan Álvaro Cienfuegos Villazón, S.I.
- Cardinale Joaquín Fernández de Portocarrero
- Vescovo Andrea Lucchesi Palli